# Día del Trabajador del Estado
Día del Trabajador del Estado se celebra el 27 de junio de cada año para conmemorar la fecha en que la Organización Internacional del Trabajo (OIT), en 1978, adoptó el Convenio N.º 151 y la Recomendación N.º 159 vinculados al derecho a la negociación colectiva y las relaciones de trabajo en la administración pública.

## Historia del Derecho a Negociación Colectiva en el Estado
La pelea de los empleados del Estado por su reconocimiento como trabajadores ha sido vasta, y no exenta de obstáculos. De hecho, se trata del gremio al que más le costó conquistar el derecho a la negociación colectiva. 
En su Declaración de Filadelfia de 1944, la Organización Internacional del Trabajo ya había enunciado entre sus objetivos el reconocimiento del derecho de negociación colectiva y, para 1948, adoptó el Convenio N.º  87, que reconoció el derecho de sindicación tanto a los trabajadores del sector privado como a los del sector público.
Sin embargo, cuando en 1949 la OIT adoptó el Convenio N.º 98 sobre el derecho de sindicación y negociación colectiva, se excluyó a los funcionarios públicos de su ámbito de aplicación.Hubo que esperar casi treinta años para que este organismo internacional adoptara un instrumento legal sobre las relaciones de trabajo en la administración pública.  Así fue como, con la adopción del Convenio N.º 151 el 27 de junio de 1978 (y posteriormente con la Recomendación N.º 159), se ampliaron a los trabajadores del estado derechos reconocidos en el Convenio N.º 98, otorgándoles oficialmente el derecho a participar en la determinación de sus condiciones de empleo.
Como todo convenio de la OIT, el Convenio N.º 151 es un tratado internacional legalmente vinculante, destinado a ser ratificado por los Estados miembros. En él se establecen los principios básicos que deben aplicar dichos países. La Recomendación N.º 159 que lo acompaña es de carácter no vinculante y complementa al convenio, proporcionando directrices más detalladas sobre su aplicación.
Organizaciones representativas de trabajadores estatales en el ámbito latinoamericano y mundial, tales como la CLASEP, la CLATE, la INFEDOP y la ISP - entre otras-, han realizado campañas para instalar el 27 de junio como Día del Trabajador Estatal en todo el mundo en conmemoración de este acontecimiento clave.
La evolución internacional del reconocimiento a los trabajadores del sector público del derecho a negociación colectiva ha sido fundamental porque ha impulsado la lucha de los trabajadores de diferentes países y distintas regiones del mundo por hacer efectivo ese derecho.

## País en el que se celebra el Día del Trabajador del Estado

### Argentina
Argentina ratificó el Convenio N.º 151 en 1987. Para entonces el día 27 de junio ya había quedado instalado como emblema para los estatales argentinos, en tanto hito en la lucha por su reconocimiento como trabajadores.
Parte de esa lucha se cristalizó con la elaboración y posterior sanción de la Ley 24.185, promovida por el diputado nacional peronista Germán Abdala, dirigente sindical de la Asociación Trabajadores del Estado (ATE). Esta ley posibilitó y reguló la negociación colectiva entre la Administración Pública Nacional y sus empleados. En recuerdo a su promotor, la mentada ley también es conocida como la Ley Abdala.
La aparición de una legislación a nivel nacional, que adaptaba la normativa del país a lo establecido internacionalmente, impulsó la pelea por el derecho a la negociación colectiva en los Estados provinciales. 
Junto con la progresiva modificación de la legislación que regulaba la relación de los trabajadores del sector público con el estado empleador, tanto nacional como provincial, se fue imponiendo la idea de establecer oficialmente el 27 de junio como día del Trabajador Estatal. Esa fecha fue considerada como un día destinado al reconocimiento de abnegada lucha de los trabajadores del Estado y como una distinción que valora a este colectivo de trabajadores por ser los reales sostenedores de la actividad del Estado. 
A nivel de los Estado provinciales, distritos como Neuquén —mediante Ley N.º 1708 del 4 de abril de 1987— y Entre Ríos —mediante Decreto N.º 216/03, del 30 de diciembre de 2003— establecieron el 27 de junio como Día del Trabajador Estatal, día de descanso no laboral para los trabajadores del sector público.
El Congreso de la Nación Argentina sancionó la Ley 26876 en julio del 2013, a iniciativa del diputado nacional Víctor de Gennaro, e impulsada por ATE y por la Confederación Latinoamericana y del Caribe de Trabajadores Estatales (CLATE), adoptando el 27 de junio como día del trabajador del Estado en todo el ámbito del país.
.

### Colombia
De acuerdo con lo establecido en el Decreto 2865 de 2013, todos los 27 de junio se celebra en Colombia el Día Nacional del Servidor Público. 
La celebración del Día Nacional del Servidor Público materializa una iniciativa puesta en marcha por el Poder Ejecutivo colombiano desde el año 2014, mediante la cual se busca reconocer y exaltar la labor de quienes prestan sus servicios a las instituciones y organismos que conforman la administración pública en todo el país.